# Penol
Penol est une commune française située dans le département de l'Isère, en région Auvergne-Rhône-Alpes.
Ses habitants sont appelés les Penolois.

## Géographie

### Situation et description
Situé entre Lyon, Grenoble, Valence et Bourgoin-Jallieu, le village de Penol se trouve plus précisément à l'ouest de La Côte-Saint-André dans la plaine de Bièvre, dans le secteur du Bas Dauphiné, en Isère.
Il s'agit d'une petite commune à vocation essentiellement rurale située au carrefour des routes reliant La Côte-Saint-André, Beaurepaire et Vienne. Elle est plus précisément positionnée à l’extrême est de la plaine de Bièvre qu'elle domine légèrement.

### Communes limitrophes
1. Hors exclave :

| Faramans | Bossieu     | Ornacieux-Balbins (anciennement Ornacieux) |
|          | Penol       | Ornacieux-Balbins (anciennement Balbins)   |
| Pajay    | Marcilloles | Sardieu                                    |

2. Exclave :

Situation assez exceptionnelle dans le département de l'Isère, le territoire de la commune possède une petite exclave (improprement dénommée « enclave ») au sud-ouest, correspondant au hameau du Contant, entourée par les territoires de Beaufort, Thodure et Pajay et située à plus de quatre kilomètres du bourg central .

### Climat
Pour des articles plus généraux, voir Climat d'Auvergne-Rhône-Alpes et Climat de l'Isère.
En 2010, le climat de la commune est de type climat des marges montargnardes, selon une étude du Centre national de la recherche scientifique s'appuyant sur une série de données couvrant la période 1971-2000. En 2020, Météo-France publie une typologie des climats de la France métropolitaine dans laquelle la commune est exposée à un climat de montagne ou de marges de montagne et est dans la région climatique  Moyenne vallée du Rhône, caractérisée par un bon ensoleillement en été (fraction d’insolation > 60 %), une forte amplitude thermique annuelle (4 à 20 °C), un air sec en toutes saisons, orageux en été, des vents forts (mistral), une pluviométrie élevée en automne (250 à 300 mm). 
Pour la période 1971-2000, la température annuelle moyenne est de 11 °C, avec une amplitude thermique annuelle de 17,6 °C. Le cumul annuel moyen de précipitations est de 995 mm, avec 9,6 jours de précipitations en janvier et 6,4 jours en juillet. Pour la période 1991-2020, la température moyenne annuelle observée sur la station météorologique de Météo-France la plus proche, « Grenoble-Saint-Geoirs », sur la commune de Saint-Étienne-de-Saint-Geoirs à 14 km à vol d'oiseau, est de 11,5 °C et le cumul annuel moyen de précipitations est de 915,1 mm,. Pour l'avenir, les paramètres climatiques de la commune estimés pour 2050 selon différents scénarios d'émission de gaz à effet de serre sont consultables sur un site dédié publié par Météo-France en novembre 2022.

### Voies de communication
Le territoire communal est traversé par les routes départementales 73 et 157 (RD73 et RD157).

## Urbanisme

### Typologie
Au 1er janvier 2024, Penol est catégorisée commune rurale à habitat dispersé, selon la nouvelle grille communale de densité à sept niveaux définie par l'Insee en 2022.
Elle appartient à l'unité urbaine de Faramans, une agglomération intra-départementale regroupant trois  communes, dont elle est une commune de la banlieue,,. Par ailleurs la commune fait partie de l'aire d'attraction de La Côte-Saint-André, dont elle est une commune de la couronne,. Cette aire, qui regroupe 8 communes, est catégorisée dans les aires de moins de 50 000 habitants,.

### Occupation des sols
L'occupation des sols de la commune, telle qu'elle ressort de la base de données européenne d’occupation biophysique des sols Corine Land Cover (CLC), est marquée par l'importance des territoires agricoles (77,4 % en 2018), en diminution par rapport à 1990 (79,6 %). La répartition détaillée en 2018 est la suivante : 
terres arables (73,9 %), forêts (13,7 %), zones urbanisées (5,4 %), zones agricoles hétérogènes (3,6 %), mines, décharges et chantiers (3,5 %). L'évolution de l’occupation des sols de la commune et de ses infrastructures peut être observée sur les différentes représentations cartographiques du territoire : la carte de Cassini (XVIIIe siècle), la carte d'état-major (1820-1866) et les cartes ou photos aériennes de l'IGN pour la période actuelle (1950 à aujourd'hui).

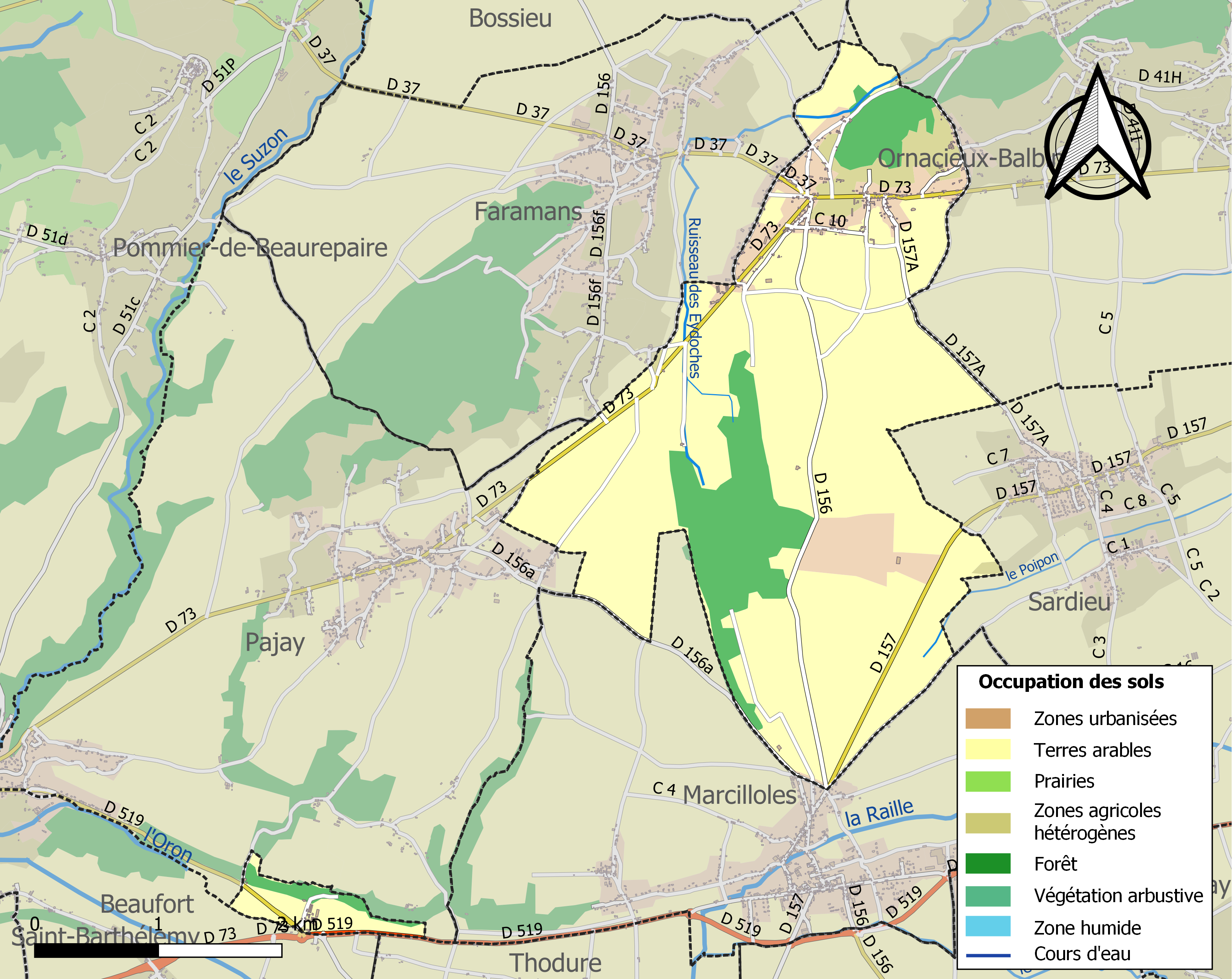
Carte des infrastructures et de l'occupation des sols de la commune en 2018 (CLC).

### Hameaux, Lieux-dits et écarts
Le hameau du Trièves et le hameau du Contant, situé dans une exclave à quatre kilomètres du bourg sont les principaux hameaux de la commune.

### Risques naturels et technologiques

#### Risques sismiques
L'ensemble du territoire de la commune de Penol est situé en zone de sismicité n°3, comme la plupart des communes de son secteur géographique.
| Type de zone | Niveau            | Définitions (bâtiment à risque normal) |
| ------------ | ----------------- | -------------------------------------- |
| Zone 3       | Sismicité modérée | accélération = 1,1 m/s2                |

## Histoire

### Préhistoire et Antiquité
Au début de l'Antiquité, le territoire des Allobroges s'étendait sur la plus grande partie des pays qui seront nommés plus tard la Sapaudia (ce « pays des sapins » deviendra la Savoie) et au nord de l'Isère.
Les Allobroges, comme bien d'autres peuples gaulois, sont une « confédération ». En fait, les Romains donnèrent, par commodité le nom d'Allobroges à l'ensemble des peuples gaulois vivant dans la civitate (cité) de Vienne, à l'ouest et au sud de la Sapaudia.

### Moyen Âge
Un prieuré bénédictin y est attesté au XIe siècle.

### Époque contemporaine
La commune se situait, jusqu'en 1929, dans le canton de Saint-Étienne-de-Saint-Geoirs. C'est la loi no 1707 du 31 juillet 1929 qui l'a rattachée au canton de La Côte-Saint-André.

## Politique et administration

### Liste des maires
| Période                                  | Période  | Identité            | Étiquette | Qualité |
| ---------------------------------------- | -------- | ------------------- | --------- | --- |
| mars 2001                                | 2015     | Jean-Pierre Barbier | UMP-LR    | Cadre Conseiller général du Canton de La Côte-Saint-André (2008-2015) Député (2012-2017) Conseiller départemental du Canton de Bièvre Président du Conseil départemental depuis 2015 |
| 2015                                     | En cours | Bernard Veyret      | SE        | Cadre |
| Les données manquantes sont à compléter. |          |                     |           | |

## Population et société

### Démographie
L'évolution du nombre d'habitants est connue à travers les recensements de la population effectués dans la commune depuis 1793. Pour les communes de moins de 10 000 habitants, une enquête de recensement portant sur toute la population est réalisée tous les cinq ans, les populations de référence des années intermédiaires étant quant à elles estimées par interpolation ou extrapolation. Pour la commune, le premier recensement exhaustif entrant dans le cadre du nouveau dispositif a été réalisé en 2004.

En 2022, la commune comptait 377 habitants, en évolution de +9,59 % par rapport à 2016 (Isère : +3,07 %, France hors Mayotte : +2,11 %).
| 1793 | 1800 | 1806 | 1821 | 1831 | 1836 | 1841 | 1846 | 1851 |
| ---- | ---- | ---- | ---- | ---- | ---- | ---- | ---- | ---- |
| 312  | 327  | 318  | 367  | 481  | 540  | 556  | 604  | 604  |

| 1856 | 1861 | 1866 | 1872 | 1876 | 1881 | 1886 | 1891 | 1896 |
| ---- | ---- | ---- | ---- | ---- | ---- | ---- | ---- | ---- |
| 570  | 566  | 518  | 511  | 520  | 513  | 508  | 511  | 448  |

| 1901 | 1906 | 1911 | 1921 | 1926 | 1931 | 1936 | 1946 | 1954 |
| ---- | ---- | ---- | ---- | ---- | ---- | ---- | ---- | ---- |
| 461  | 458  | 437  | 402  | 409  | 404  | 402  | 387  | 388  |

| 1962 | 1968 | 1975 | 1982 | 1990 | 1999 | 2004 | 2006 | 2009 |
| ---- | ---- | ---- | ---- | ---- | ---- | ---- | ---- | ---- |
| 383  | 231  | 242  | 247  | 278  | 288  | 309  | 303  | 315  |

| 2014 | 2019 | 2022 | - | - | - | - | - | - |
| ---- | ---- | ---- | - | - | - | - | - | - |
| 336  | 362  | 377  | - | - | - | - | - | - |

### Enseignement
La commune est rattachée à l'académie de Grenoble.

### Médias
Historiquement, le quotidien à grand tirage Le Dauphiné libéré consacre, chaque jour, y compris le dimanche, dans son édition du Nord-Isère, un ou plusieurs articles à l'actualité du canton et quelquefois de la commune, ainsi que des informations sur les éventuelles manifestations locales, les travaux routiers, et autres événements divers à caractère local.
Ici Isère est la radio publique qui émet sur son territoire ainsi que dans tout le département de l'Isère.

### Cultes
La communauté catholique et l'église de Pensol (propriété de la commune) sont rattachées à la paroisse Sainte Marie de Bièvre-Liers qui est elle-même rattachée au diocèse de Grenoble-Vienne. La maison paroissiale se situe près de l'église de la Côte.

## Économie

### Ressources et Production
Bois de coupe (forêts), 

Pâturages (bovins, ovins),

Polyculture,

Élevage (porcins, volailles)

## Culture et patrimoine

### Lieux et monuments
- L'église Saint-Loup de Penol, propriété de la commune, date du IXe siècle. Par arrêté du 6 février 1980, la nef et les parties basses du clocher sont partiellement inscrites et l'abside est classée au titre des monuments historiques[23].

Cet édifice religieux possède des colonnes à chapiteaux très richement décorés. Son portail datant du XIe siècle se présente en saillie. Il se compose de deux colonnes cylindriques avec chapiteaux à feuilles d'acanthe et volutes accompagnées de masques grimaçants supportant une arcade en plein cintre.

### Héraldique
| Blason à dessiner | Blason  |                                                  |
| Blason à dessiner | Détails | Le statut officiel du blason reste à déterminer. |